# アレクサンドル・ミハイリン
アレクサンドル・ミハイリン（ロシア語: Александр Вячеславович Михайлин、1979年8月18日 - ) は、ロシアのモスクワ出身の柔道家。階級は100kg超級。身長195 cm。体重120kg。

## 人物
世界の重量級に10年以上も君臨した名選手でありタメルラン・トメノフとともにロシアを代表する柔道家である。1998年のヨーロッパジュニアと世界ジュニア100kg超級をオール一本勝ちで優勝するなど、ジュニアの頃から大活躍していた。1999年の世界選手権では100kg級で3位に入るも、シドニーオリンピックには国内予選で敗れて出場できなかった。その後、2001年には世界選手権で100kg超級と無差別を圧倒的な強さで2階級制覇を果たすも、ロシア国内にタメルラン・トメノフがいたためアテネオリンピックには出場できなかった。翌年再び世界選手権100kg超級を制するも、2008年の北京オリンピックにもトメノフが出場したため、またもオリンピック出場はならなかった。これだけの実績を有している選手にもかかわらず、オリンピックに出場できないケースとしては、ミハイリンの他に藤猪省太やライバルとして長年競ってきた棟田康幸のケースがある。なお、いくつかの国から国籍変更を打診されたこともあったが、ロシア代表に執着していたために断ったという。その後、2008年の世界選手権無差別では2位、2011年の世界選手権100kg超級及び、地元ロシアのチェリャビンスクで開催された世界選手権無差別では3位となった。翌年の2012年にヨーロッパ選手権で優勝するとロンドンオリンピック代表に選ばれ、ようやくオリンピックの舞台に登場することとなった。7月のロンドンオリンピックでは、準々決勝でブラジルのラファエル・シルバに判定勝ちすると、準決勝はドイツのアンドレアス・テルツァーを有効で破った。決勝ではフランスのテディ・リネールと対戦し指導3で敗れはしたものの銀メダルを獲得した。2014年5月には現役引退を表明した。しかし、2016年には37歳にして現役に復帰すると、ロシア選手権で優勝を飾るがグランドスラム・東京では初戦で日本の影浦心に敗れた。2017年には世界選手権(無差別)に出場するも、準々決勝でベルギーのトマ・ニキフォロフに縦四方固で敗れるなどして7位にとどまった。その後、正式に引退を表明した。

## 主な戦績
（階級表記のない大会は全て100kg超級での成績）
- 1995年 - ヨーロッパユースオリンピックフェスティバル 3位（78k級）
- 1996年 - ヨーロッパジュニア 2位（95kg級）
- 1997年 - ヨーロッパジュニア 優勝（95kg超級）
- 1998年 - 世界軍人柔道選手権大会 100kg級 優勝、無差別 優勝
- 1998年 - ワールドカップ団体戦 3位
- 1998年 - 世界ジュニア 優勝（100kg超級）

100kg級での戦績
- 1999年 - ロシア国際 優勝
- 1999年 - ドイツ国際 3位
- 1999年 - ヨーロッパ選手権 3位
- 1999年 - ミリタリーワールドゲームズ 優勝
- 1999年 - 世界選手権 3位

100kg超級での戦績
- 2000年 - 世界学生 2位
- 2001年 - 嘉納杯 無差別 3位
- 2001年 - ブルガリア国際 優勝
- 2001年 - ハンガリー国際 優勝
- 2001年 - ヨーロッパ選手権 優勝
- 2001年 - 世界選手権 100kg超級 優勝、無差別 優勝
- 2001年 - ユニバーシアード 2位
- 2001年 - グランプリ・モスクワ 2位
- 2001年 - 世界軍人柔道選手権大会 優勝
- 2002年 - オーストリア国際 2位
- 2002年 - ヨーロッパ選手権 無差別 2位
- 2002年 - 世界軍人柔道選手権大会 優勝
- 2002年 - グランプリ・モスクワ 優勝
- 2003年 - ロシア国際 優勝
- 2003年 - ドイツ国際 優勝
- 2003年 - ヨーロッパ選手権 無差別 優勝
- 2003年 - グランプリ・モスクワ 2位
- 2003年 - ミリタリーワールドゲームズ 優勝
- 2004年 - ロシア国際 2位（100kg級）
- 2004年 - チェコ国際 3位（100kg級）
- 2004年 - 世界学生 優勝
- 2005年 - ロシア国際 優勝
- 2005年 - ドイツ国際 優勝
- 2005年 - ハンガリー国際 優勝
- 2005年 - ヨーロッパ選手権 優勝
- 2005年 - 世界軍人柔道選手権大会 優勝
- 2005年 - 世界選手権 優勝
- 2006年 - フランス国際 3位
- 2006年 - ドイツ国際 2位
- 2006年 - ロシア国際 優勝
- 2006年 - 世界軍人柔道選手権大会 優勝
- 2006年 - ワールドカップ団体戦 2位
- 2007年 - フランス国際 3位
- 2007年 - ポーランド国際 優勝
- 2007年 - ヨーロッパ選手権 3位
- 2007年 - オランダ国際 2位
- 2008年 - フランス国際 2位
- 2008年 - ドイツ国際 3位
- 2008年 - チェコ国際 2位
- 2008年 - ロシア国際 2位
- 2008年 - 世界柔道団体選手権大会 3位
- 2008年 - 世界選手権 2位
- 2009年 - グランドスラム・パリ 2位
- 2009年 - ヨーロッパ選手権 3位
- 2009年 - グランドスラム・リオデジャネイロ 5位
- 2011年 - ワールドカップ・トビリシ 優勝
- 2011年 - 世界選手権 3位
- 2011年 - グランプリ・アブダビ 5位
- 2011年 - 世界選手権 3位
- 2011年 - グランプリ・アムステルダム 5位
- 2011年 - グランドスラム・東京 優勝
- 2011年 - グランプリ・青島 5位
- 2012年 - ワールドマスターズ 5位
- 2012年 - ヨーロッパ選手権 優勝
- 2012年 - ワールドカップ・マドリード 優勝
- 2012年 - ロンドンオリンピック 2位
- 2013年 - 世界選手権 個人戦 5位、団体戦 2位
- 2017年 - 世界選手権(無差別) 7位
- 2018年 - ヨーロッパオープン・オディベーラス 優勝

（出典、JudoInside.com）